# La ofrenda (Ester Hernandez)
La Ofrenda es una serie de serigrafías sobre papel de Ester Hernandez, miembro del colectivo artístico Mujeres Muralistas, creadas en 1988 y 1989. Diferentes versiones se encuentran en la colección permanente del Museo Smithsoniano de Arte Americano y en el National Museum of Mexican Art de Chicago.

## Historia
La obra es una serie de serigrafías sobre papel realizadas por la artista Ester Hernández entre 1988 y 1989, como parte del proyecto del National Chicano Screenprint Taller. En 1991, la Wight Art Gallery de la Universidad de California en Los Ángeles donó una de ellas, con dimensiones de 95,9 × 63,5 cm, al Museo Smithsoniano de Arte Americano.
En 1993 la prueba de artista numerada 4 de 6, con dimensiones de 95,3 × 63,8 cm, pasó a formar parte de la colección permanente del National Museum of Mexican Art de Chicago.

## Descripción
En esta obra, una mano presenta una ofrenda desde la esquina inferior izquierda de la imagen a la Virgen de Guadalupe tatuada en la espalda de una mujer latina/chicana queer, con corte de pelo estilo punk, la pareja de Hernandez, y cuya espalda representa un altar.
De esta manera, Hernandez pretendía simbolizar la sexualidad queer y el deseo lésbico y se reapropió de la imagen icónica de la Virgen, que como icono religioso solía mostrarse en cuerpos de hombres, como el símbolo de una madre abnegada.